# Kotchetok
Kotchetok (ukrainien : Кочеток) est une commune urbaine de l'oblast de Kharkiv, en Ukraine. Elle compte 2 968 habitants en 2021.

## Géographie
La commune se trouve sur la rive droite de la rivière Donets, principal affluent du fleuve Don, à sa confluence avec un cours d'eau plus modeste, la Tetlejka. La commune est à 37 kilomètres au sud-est de Kharkiv. Elle jouxte au nord-est la ville de Tchouhouïv.